# ブレンダン・マイヤー
ブレンダン・マイヤー（Brendan Meyer、1994年10月2日 - ）は、カナダの俳優。

## 経歴
2010年、映画『妖精ファイター』に出演。2010年、『Christmas in Canaan』と『The Assistants』でYoung Artist Awardsにノミネートされる。2011年より放送のテレビドラマ『Mr. Young』では、主人公のアダム・ヤングを演じる。2014年、映画『ザ・ゲスト』に出演する。

## フィルモグラフィー

### 映画
- 妖精ファイター（2010年）
- 彼女はモンスター・ファイター（2012年）
- ザ・ゲスト（2014年）
- カラー・アウト・オブ・スペース -遭遇-（2019年）

### テレビ
- Dinosapien（2007年）
- Christmas in Canaan（2009年）
- The Assistants（2009年）
- R. L. Stine's The Haunting Hour（2010年 - 2013年）
- Mr. Young（2011年 - 2013年）
- Cedar Cove（2013年）
- CSI:科学捜査班（2014年）
- The 100（2014年）